# Mitch Nichols
Mitch Nichols (* 1. květen 1989) je australský fotbalista.

## Reprezentační kariéra
Mitch Nichols odehrál za australský národní tým v letech 2009–2014 celkem 5 reprezentačních utkání.

## Statistiky
| Austrálie | Austrálie | Austrálie |
| Roky      | Záp.      | Góly      |
| --------- | --------- | --------- |
| 2009      | 1         | 0         |
| 2010      | 0         | 0         |
| 2011      | 0         | 0         |
| 2012      | 0         | 0         |
| 2013      | 3         | 0         |
| 2014      | 1         | 0         |
| Celkem    | 5         | 0         |